# Nanao
Nanao (japanisch 七尾市, -shi) ist eine Stadt in der japanischen Präfektur Ishikawa.

## Geographie
Nanao liegt nördlich von Kanazawa auf der Noto-Halbinsel am Japanischen Meer. Seit 1997 gehört die Noto-Insel (jap. Notojima) offiziell zur Stadt Nanao dazu.

## Sehenswürdigkeiten
Nanao bietet dem Besucher viele verschiedene Sehenswürdigkeiten. Das Nanao Museum, Parks (darunter auch den Blumenpark und das Land der Chrysanthemen mit einer umfangreichen Sammlung), Tempelanlagen und Ähnliches. Notojima verfügt über einige Badestrände und Campingplätze. Es gibt einen Aquazoo mit Delphin-Show und ein Glaskunstmuseum, das auch Glasbläser ausbildet.

### Feste
Die so genannten o-matsuri werden in Nanao in der Zeit von April bis September veranstaltet.
| Name                 | japanischer Name | Zeitraum                      |
| -------------------- | ---------------- | ----------------------------- |
| Mibikishishimai      | 三引獅子舞       | am Sonntag nahe dem 10. April |
| Sumiyoshi-Taisai     | 住吉大祭         | 4. Samstag im April           |
| Seihakusai           | 青柏祭           | 3. bis 5. Mai                 |
| Shiotsunōryōsai      | 塩津納涼祭       | 4. Samstag im Juli            |
| Kōda no Himatsuri    | 向田の火祭       | 30. Juli                      |
| Issakihōtōsai        | 石崎奉燈祭       | 1. Samstag im August          |
| Shingūnōryōsai       | 新宮納涼祭       | 14. August                    |
| O-Kumakabuto Matsuri | お熊甲祭         | 20. September                 |

## Verkehr
- Straße:
  - Noetsu-Autobahn

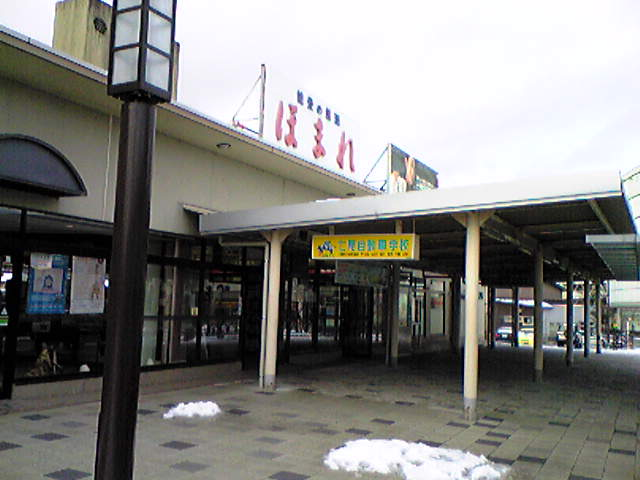
Bahnhof Nanao

  - Nationalstraße 159, nach Kanazawa
  - Nationalstraße 160, nach Takaoka
  - Nationalstraße 249, nach Suzu, Hakui, Wajima, Kahoku und Kanazawa
- Zug:
  - JR Nanao-Linie

## Städtepartnerschaften
- Bratsk (Russland)
- Monterey (Kalifornien)

## Söhne und Töchter der Stadt
- Hasegawa Tōhaku (1539–1610), Maler der Azuchi-Momoyama-Zeit
- Takada Hiroatsu (1900–1987), Bildhauer
- Sugimori Hisahide (1912–1997), Schriftsteller
- Wajima Hiroshi (1948–2018), Sumōringer
- Toshirō Kanamori (1946–2020), Pädagoge, Children Full of Life

## Weblinks

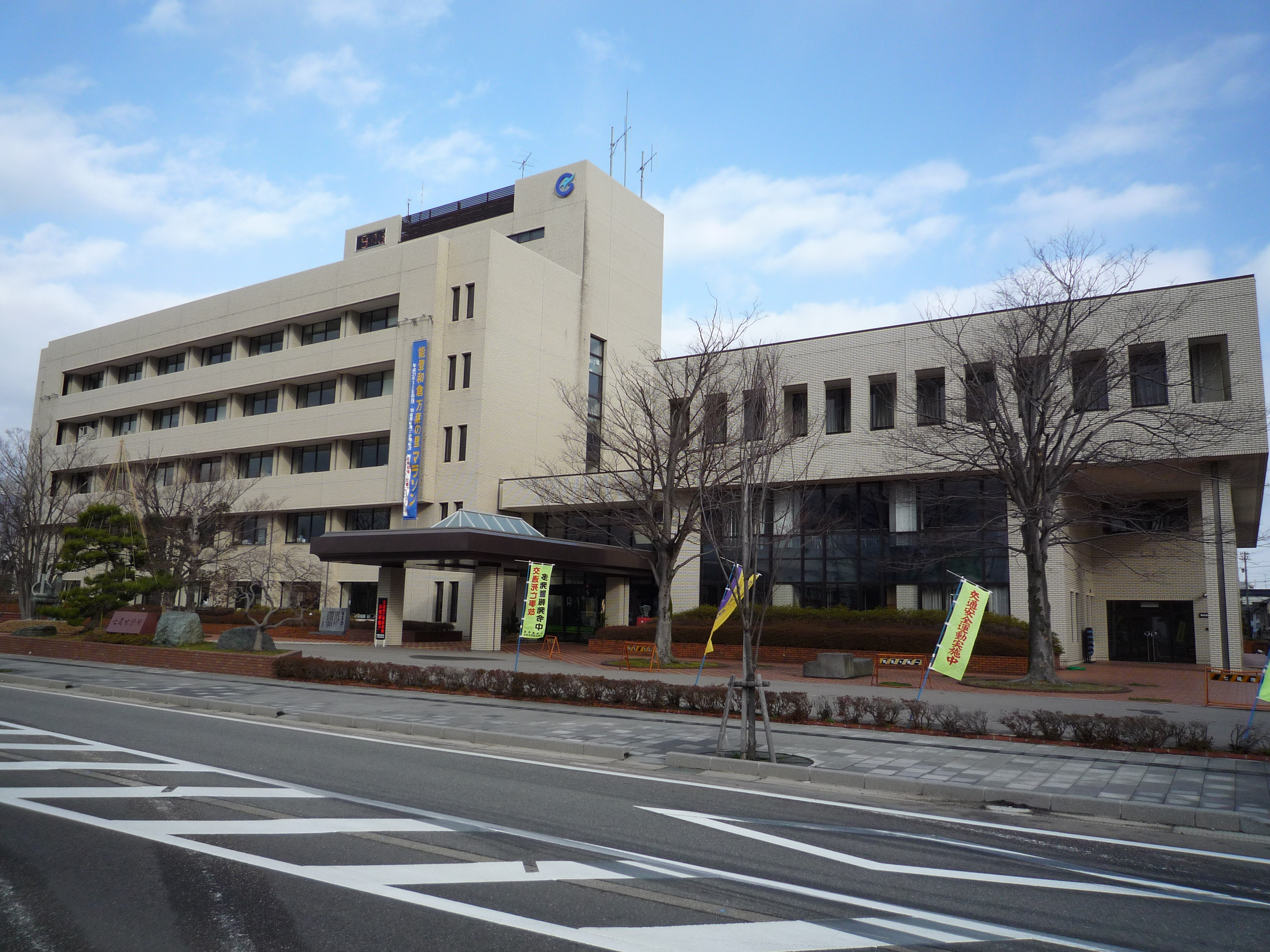
Rathaus von Nanao

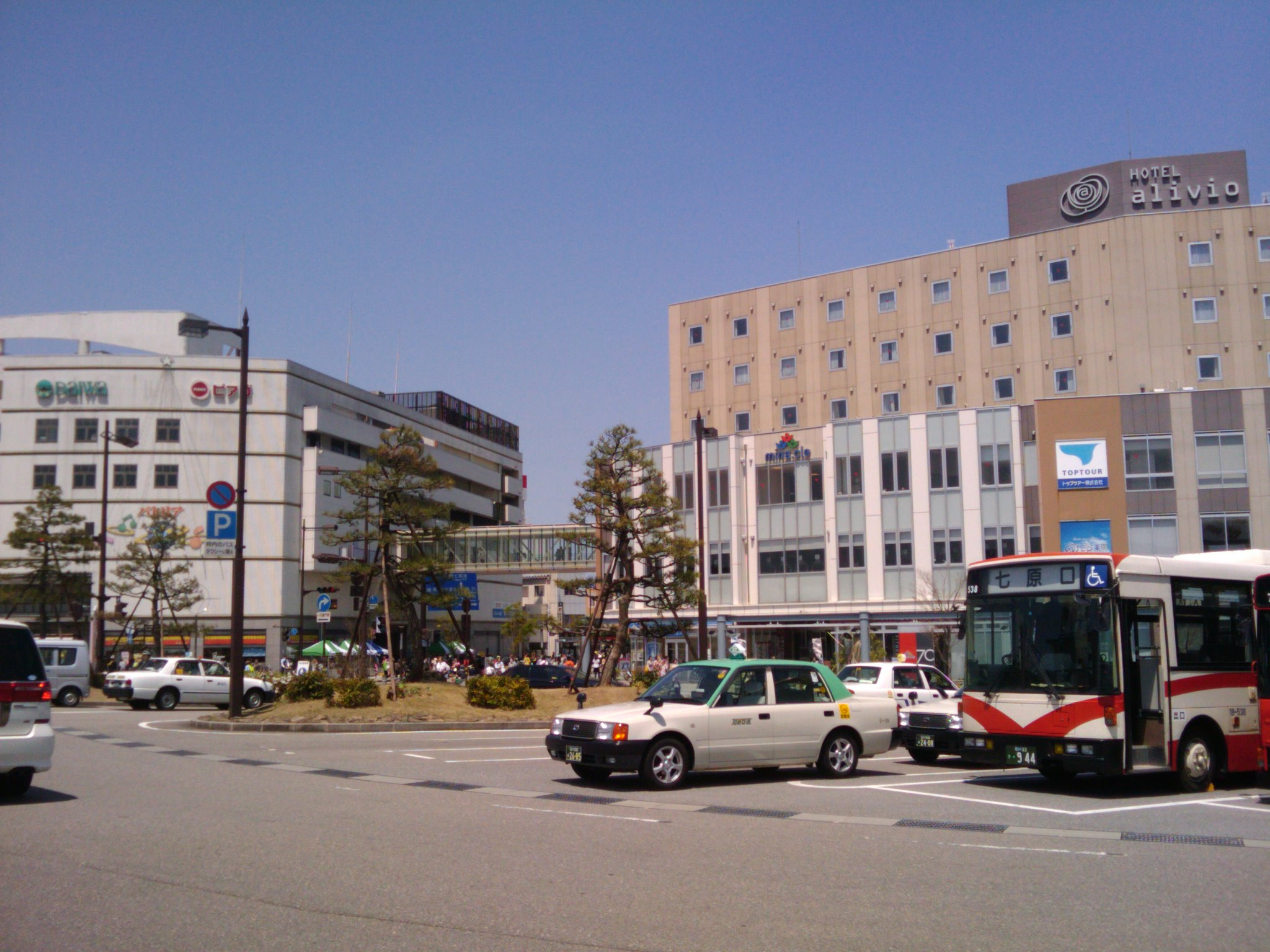
Bahnhof Nanao

## Angrenzende Städte und Gemeinden
- Präfektur Ishikawa
  - Nakanoto
  - Anamizu
  - Shika
- Präfektur Toyama
  - Himi